# Srinagar
Srinagar (en cachemir: سِرېنَگَر, en hindi: श्रीनगर; en urdu: سری نگر‎) era la capital de verano del estado de Jammu y Cachemira, en la India. Está situada en el valle de Cachemira. La ciudad se encuentra a las dos orillas del río Jhelum, afluente del Indo.
Está situada a 876 km al norte de Nueva Delhi y se encuentra a una altitud de 1585 m s. n. m.
El índice de alfabetización es del 59,18%.
El final de la película Pasaje a la India, de David Lean, está ambientado en esta ciudad.
Dentro de Srinagar está Hari Parbat, una montaña sagrada.